# Білоруський державний музей народної архітектури і побуту
Білоруський державний музей народної архітектури і побуту (біл. Беларускі дзяржаўны музей народнай архітэктуры і побыту) — музей, був створений у 1976 році у селі Озерце, Мінський район, Мінської області.

## Історія

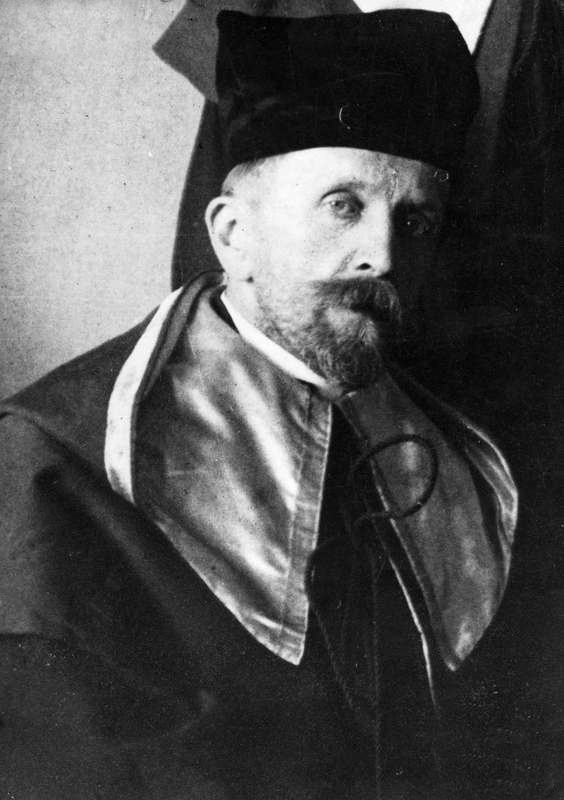
Фердинанд Рущиц

Перші спроби створити музей-скансен у Білорусі були здійснені в 1908 році художником, театральним діячем і вчителем Фердинандом Рущицом (1870—1936). Його намірам перешкодила Перша світова війна. У 1931 році Рушиць знову повертається до думки про створення музею просто неба, цього разу близько Вільно. Але смерть художника в 1936 році і початок другої світової війни перешкодили реалізації і цього проекту.
Приблизно з початку 60-х років на сторінках республіканської преси все частіше з'являються статті, в яких розглядаються проблеми збереження пам'яток народної архітектури. Старі будівлі почали руйнувати на підставі ряду причин, в тому числі історичних: поліпшення умов життя на селі, розгортання інтенсивного будівництва, визначення на державному рівні безперспективності ряду поселень. Виникла реальна загроза втрати пам'яток дерев'яного зодчества.
9 грудня 1976 року центральним комітетом БРСР було прийнято Постанову «Про створення Білоруського державного музею народної архітектури і побуту». Для реалізації Постанови наказом Міністерства культури створено Робочу групу з організації музею, яка протягом наступних десяти років розробляла і розглядала кілька варіантів архітектурно-планувальних рішень і генпланів створення експозиції музею. У 1988 році був прийнятий до реалізації проект Білоруського реставраційно-проектного інституту. Крім розробки проекту велася велика науково-експедиційна робота по регіонах республіки з метою вивчення, пошуку, фіксації та перевезення пам'яток народної дерев'яної архітектури, музейних предметів побуту, ремесел і промислів.
Територія для майбутнього музею була визначена в 4 км від Мінська біля злиття річок Птич і Менка у верхів'ї Вовковицького водосховища, недалеко від успішновлаштованого шосе «Москва-Брест», що дозволяло б в майбутньому включати експозицію музею в основні екскурсійні маршрути. Взагалі це місце унікальне, тут перетиналися історичні шляхи зі Сходу на Захід, від Балтійського до Чорного моря. Тут, за версією деяких дослідників, був заснований древній Мінськ.
Район, де розташований музей є територією, де зафіксовано ряд історичних пам'яток. Цінною археологічною пам'яткою є Городище на річці Менка. Його історія починається до нашої ери. Ранніми пам'ятками є курганні могильники, які свідчать про те, що ця територія була заселена з давніх часів. Кургани відносяться до періоду IX—XI ст. і розташовані невеликими групами.
Важливим історичним об'єктом є село Строчицях, перша згадка про яку зустрічається в документах XVI ст. На підвищеному березі Птичі збереглися залишки фільварку з панським садом, збережено кілька будинків початку ХХ ст. з традиційною прикрасою і фрагментами огорожі.

## Експозиція

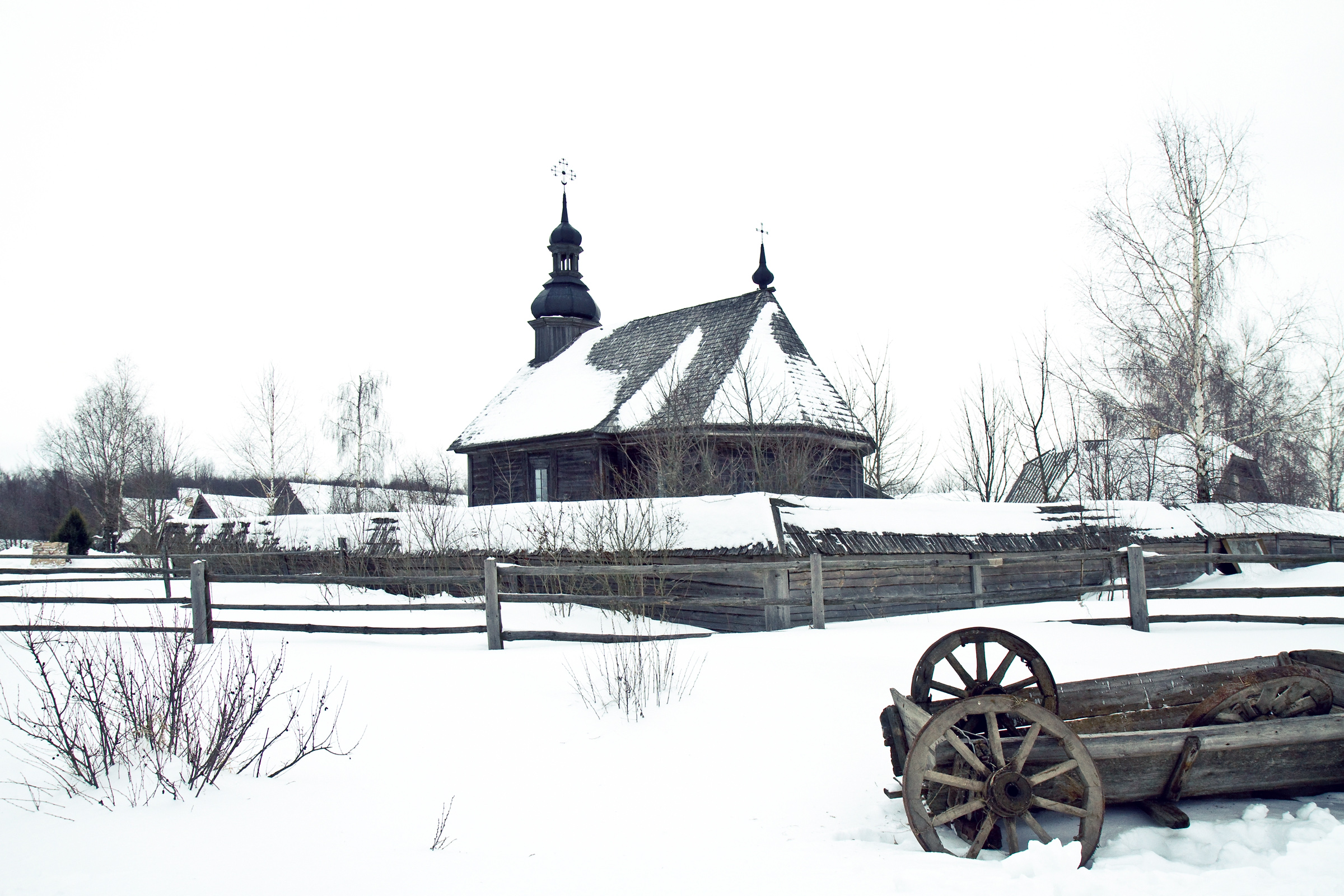
Покровска царква 18
століття з села Логновичі Клецького району Мінської області

На сьогоднішній день ця установа є єдиним в Білорусі музеєм-скансеном. Структурна побудова музею — це три основні зони: експозиційна, виробничо-господарська і заповідна. Експозиційна зона — територія історичних місць. Виробничо-господарська — це адміністративно-науковий комплекс, фондосховище, реставраційні майстерні, виставкові приміщення і служба охорони. Заповітна — частина території музею, яка зберігається в природному вигляді.
Основа експозиційної зони — умовний поділ території Білорусі на шість історико-етнографічних регіонів: Центральна Білорусь, Подніпров'я, Поозер'я, Східне і Західне Полісся, Понімання. В даний час діють три регіони Білорусі: центральна Білорусь, Подніпров'ї та Поозер'я.
Кожен регіон повинен бути представлений в експозиційній зоні музею відповідним сектором — фрагментам характерного і типового цьому регіону поселення кін. XIX — поч. ХХ ст.: село, хутір з відображенням природно-географічних умов регіону. На секторах представлені як житлові будинки, так і господарські споруди (тік, сараї, комори, млини), культові споруди (три церкви і каплиця), громадські споруди (школа, харчевня, громадська комора). Окремо формується сектор «Городок».
Ландшафт місцевості музею являє собою Білорусь у «мініатюрі»: є високі пагорби, зелені луки, часті переліски. На підставі аналізу території музею за основними природними факторами виділені зони, найбільш сприятливі для забудови, озеленення і ділянку охоронюваного ландшафту (площею 80 га в заплаві річки Птич). Проведено комплекс заходів з озеленення території відповідно до регіональних характеристик: посадка дерев, чагарників і квітів. Всього на території в 151 га посаджено понад 5000 дерев.

### Центральна Білорусь
Історико-етнографічний регіон Центральна Білорусь розташовується в центрі країни і займає основну частину Мінської і заходню частину Могилівської областей. Регіон Центральна Білорусь представлений такими об'єктами:

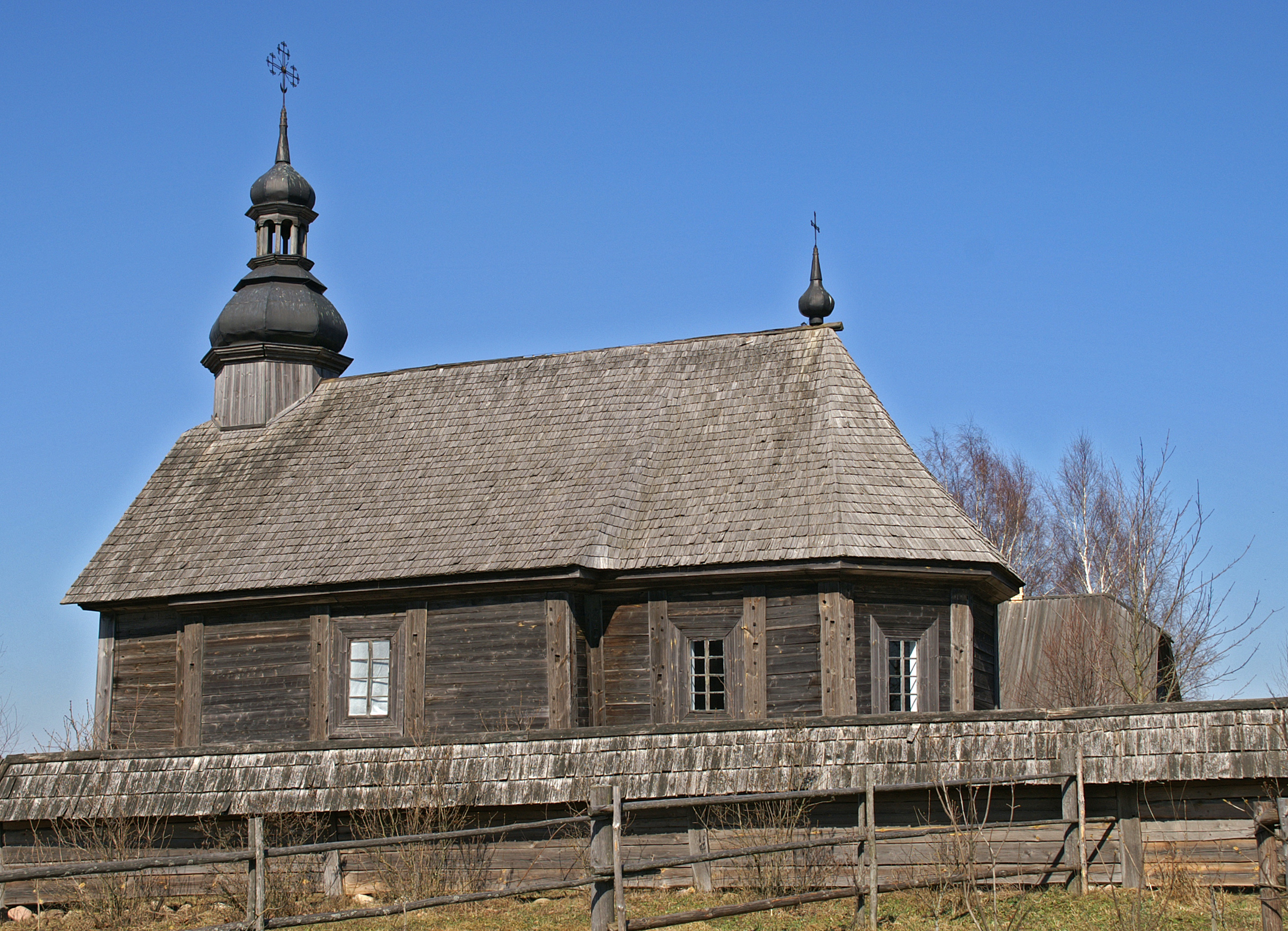
Покровська церква з села Логнавичі

- Покровська церква XVIII століття із села Логнавичі Клецького району Мінської області;
- школа першої половини XX століття із села Калодчина Вілейського району Мінської області;
- комора кінця XIX — початку XX століття з села Касаричі Глуського району Могилівської області;
- корчма кінця 19 століття з села Хвоєва Несвізького району Мінської області

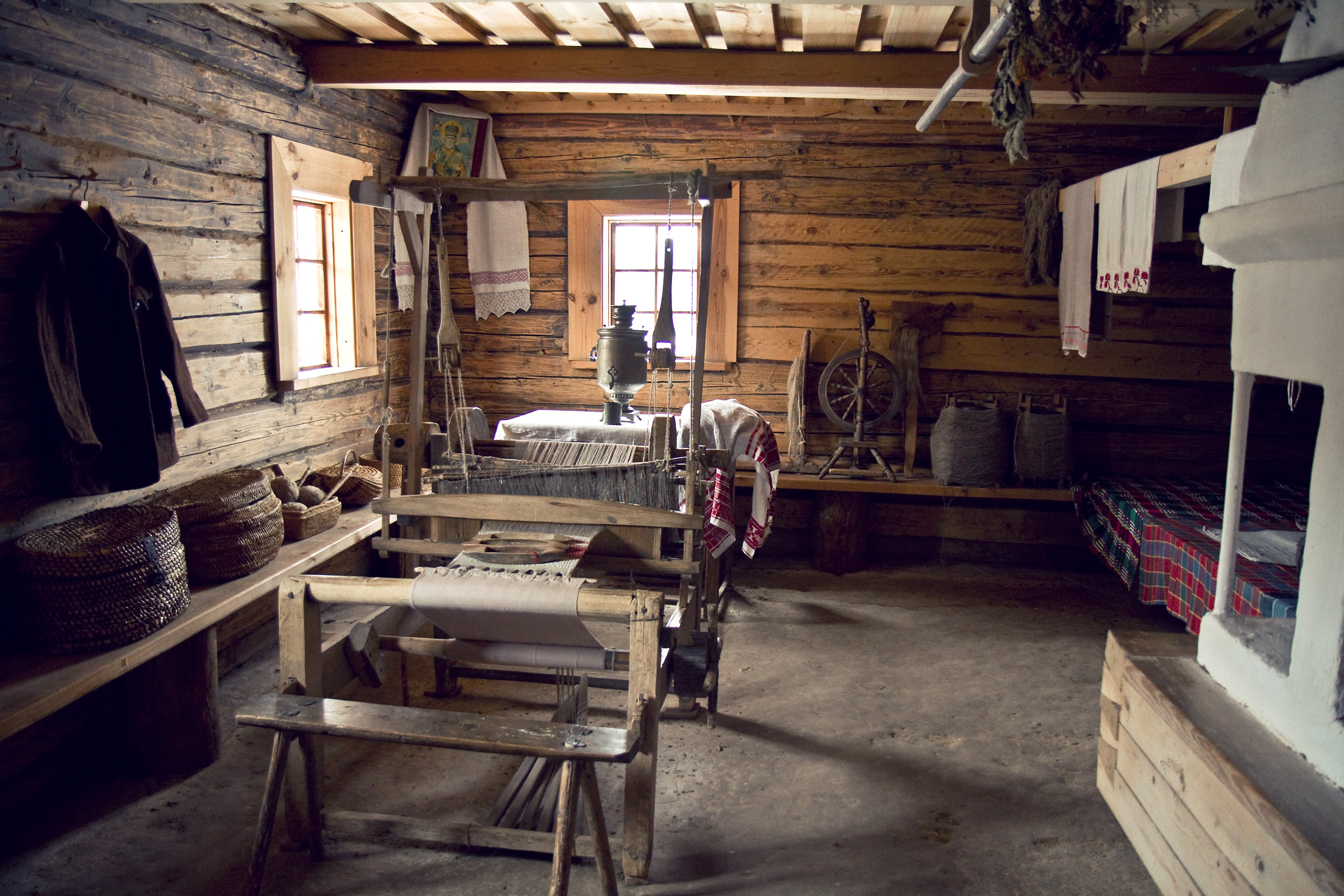
Інтер'єр хати в центральній Білорусі

- ряд садиб з господарськими будівлями за різними типами огорож з характерною для центральної Білорусі вуличною (лінійною) забудовою поселень і погонною забудовою дворів.
- кузня початку 20 століття з села Клачкова Маладзечанського району Мінської області. Невелика зрубна споруда, накрита двосхилим дахом, підлога земляна. Мала всередині горно з шкіряним міхом, ковадло, лещата. По стінах були полки для інструментів і виробів

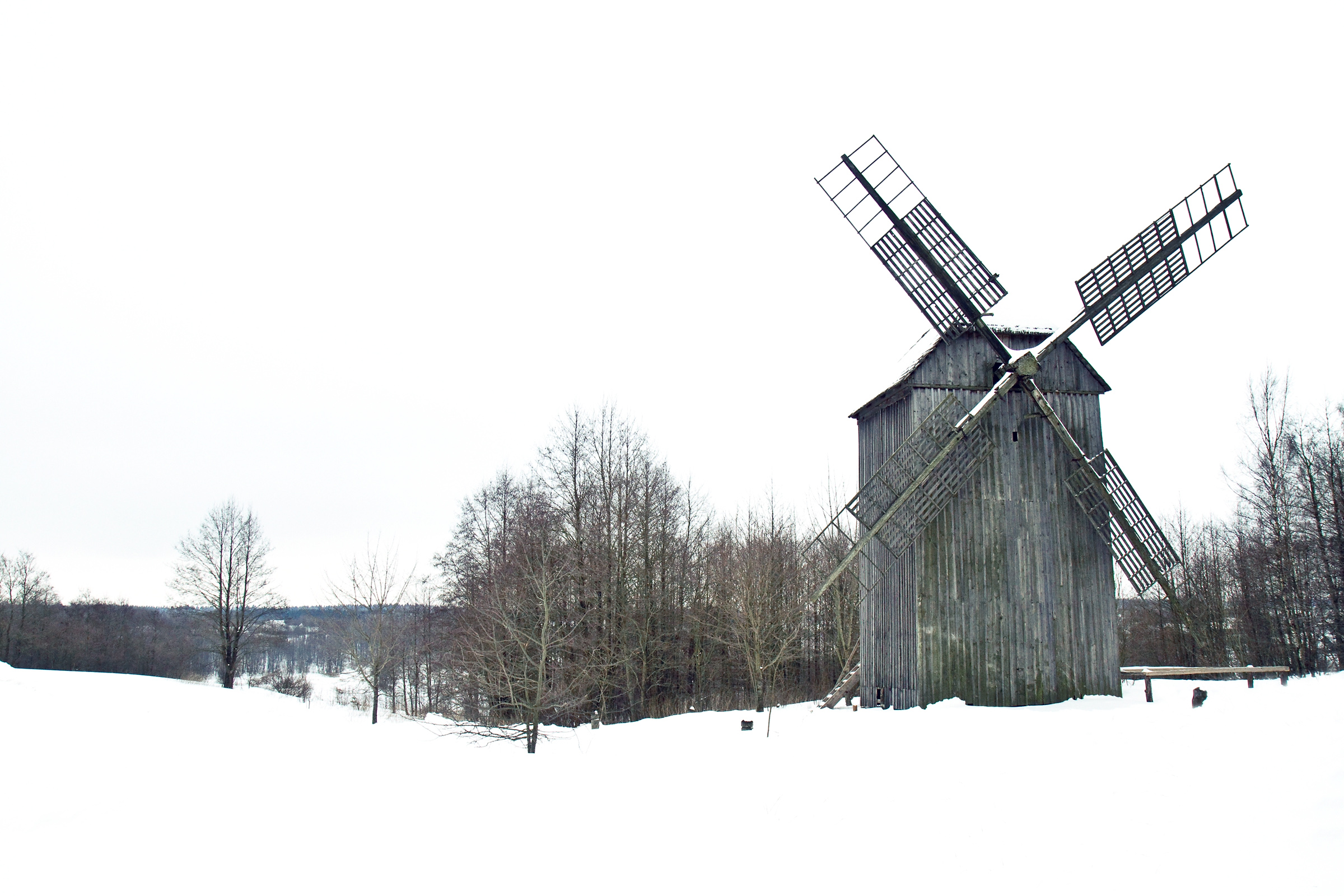
Вітряний млин з села Даматканавичі

- вітряк, побудований в 80-х роках 19 століття, з села Даматканавичі Клецького району Мінської області;

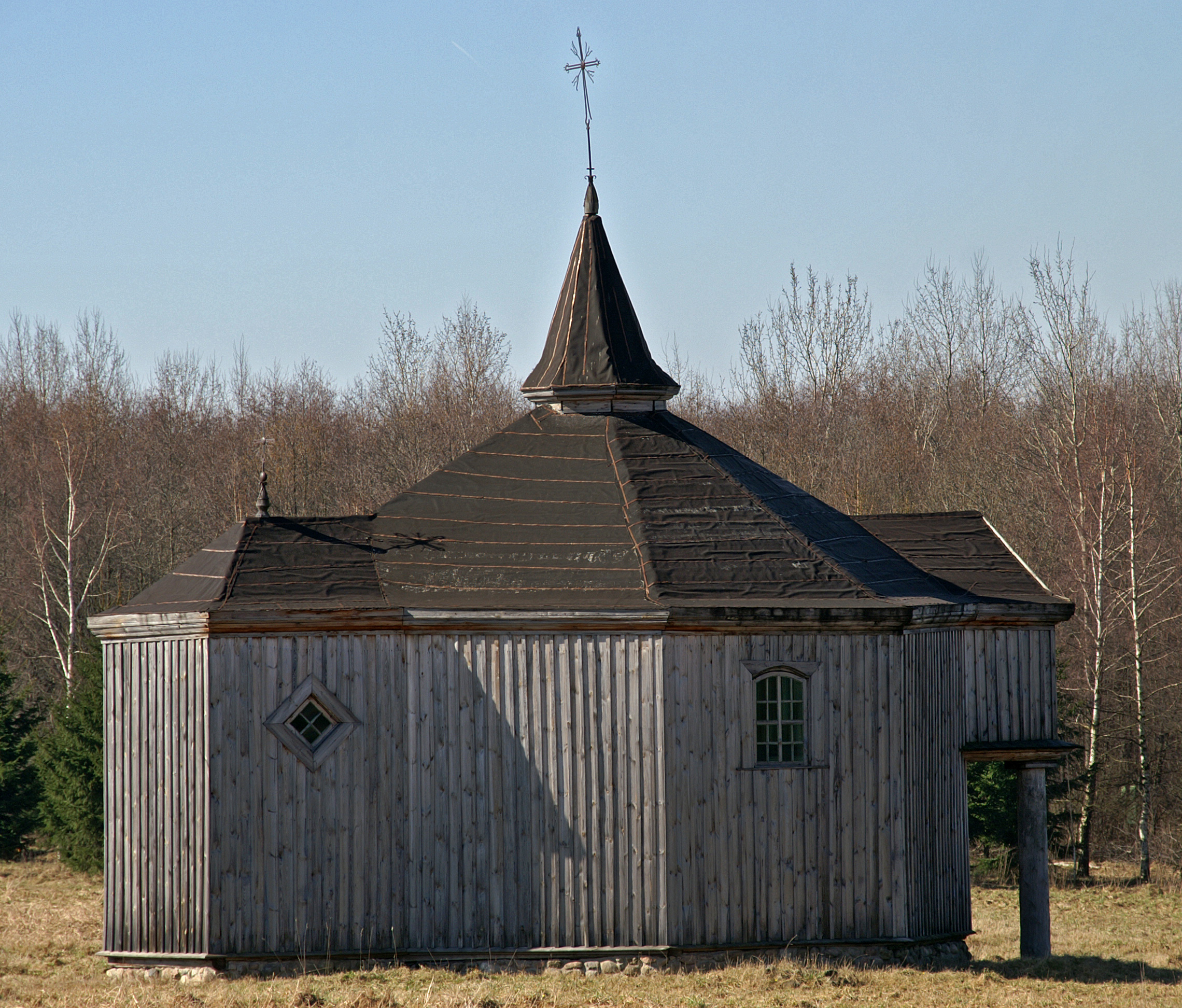
Придорожня каплиця з села Каралівці

- придорожня каплиця 1802 року з села Королівці Вілейського району Мінської області. У 2012—2013 рр. в рамках програми «Культура Білорусі» на пам'ятці проводилися реставраційні роботи, в ході яких був відновлений інтер'єр каплиці. У ній розмістилася експозиція, яка знайомить з унікальною храмовою традицією Вілейського краю: представлені вівтарі, ікони, скульптура, традиційне ткацтво.

### Подніпров'я

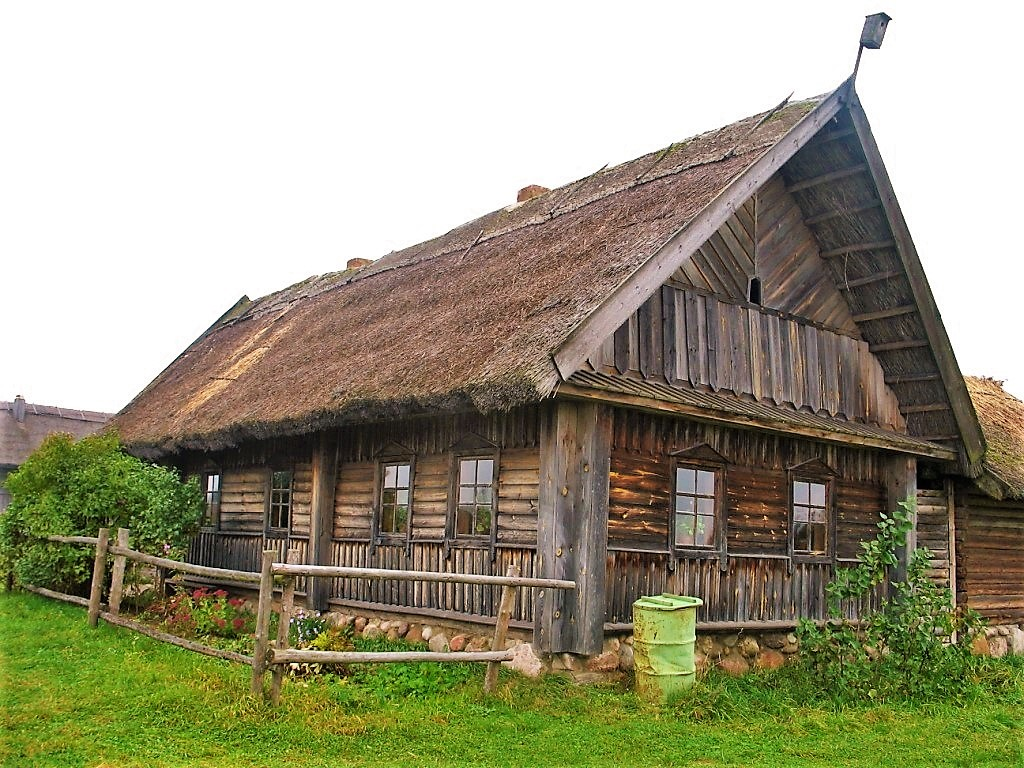
Традиційна хата з Подніпров'я

Історико-етнографічний регіон Подніпров'ї розташований на території басейну Дніпра і його приток. До складу регіону входять Могилівська область, Оршанський і Дубровенський район Вітебської області, а також райони Гомельської області вздовж Дніпра і Сожі. Для Подніпров'я характерна вулична забудова.
Експозиція Подніпров'я поки не є завершеною і представлена такими об'єктами:

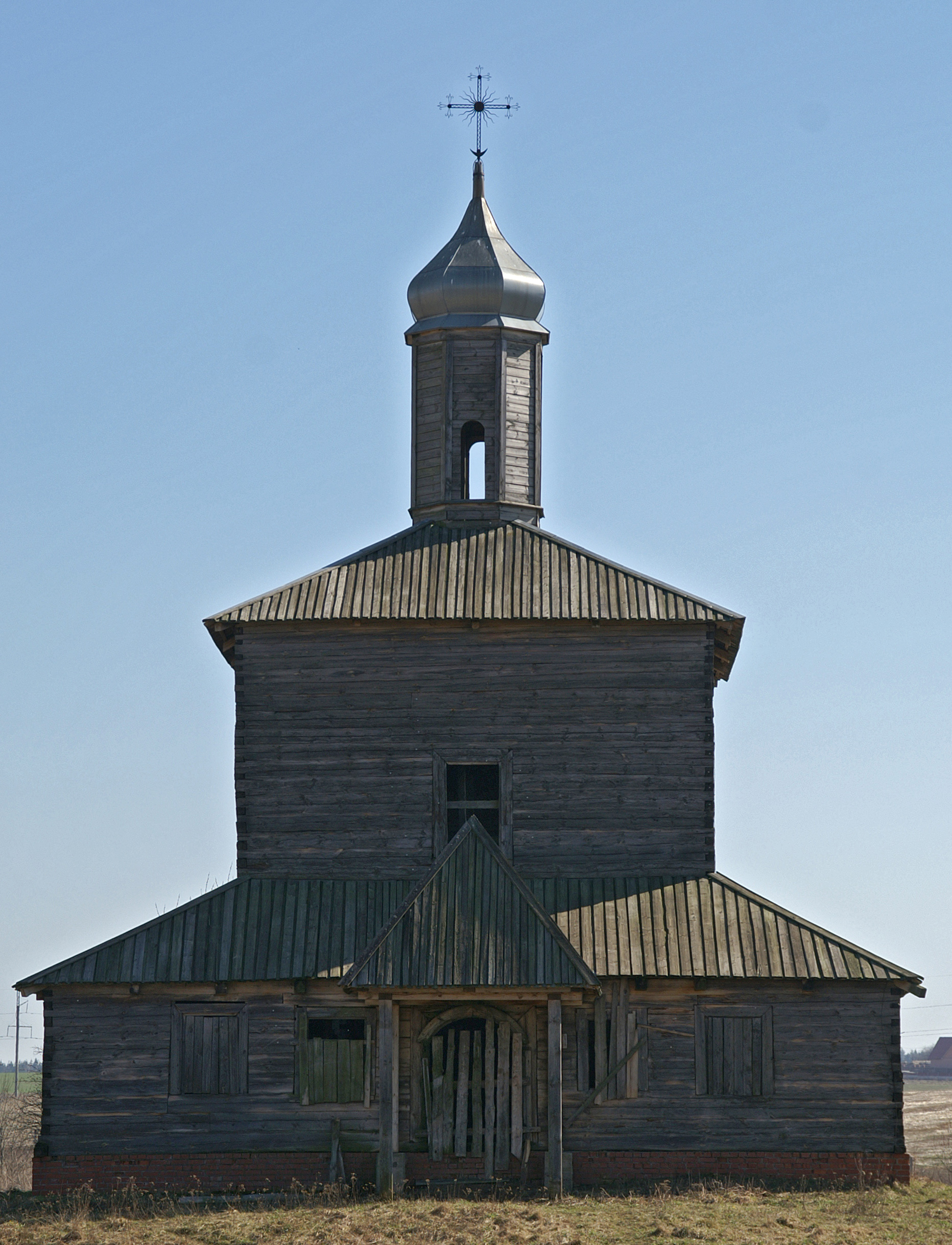
Преображенська церква з села Барань

- Преображенська церква 1707 року з села Барань Оршанського району Вітебської області;
- вітряний шатровий млин початку 20 століття з села Зелянець Хотимського району Могилівської області;

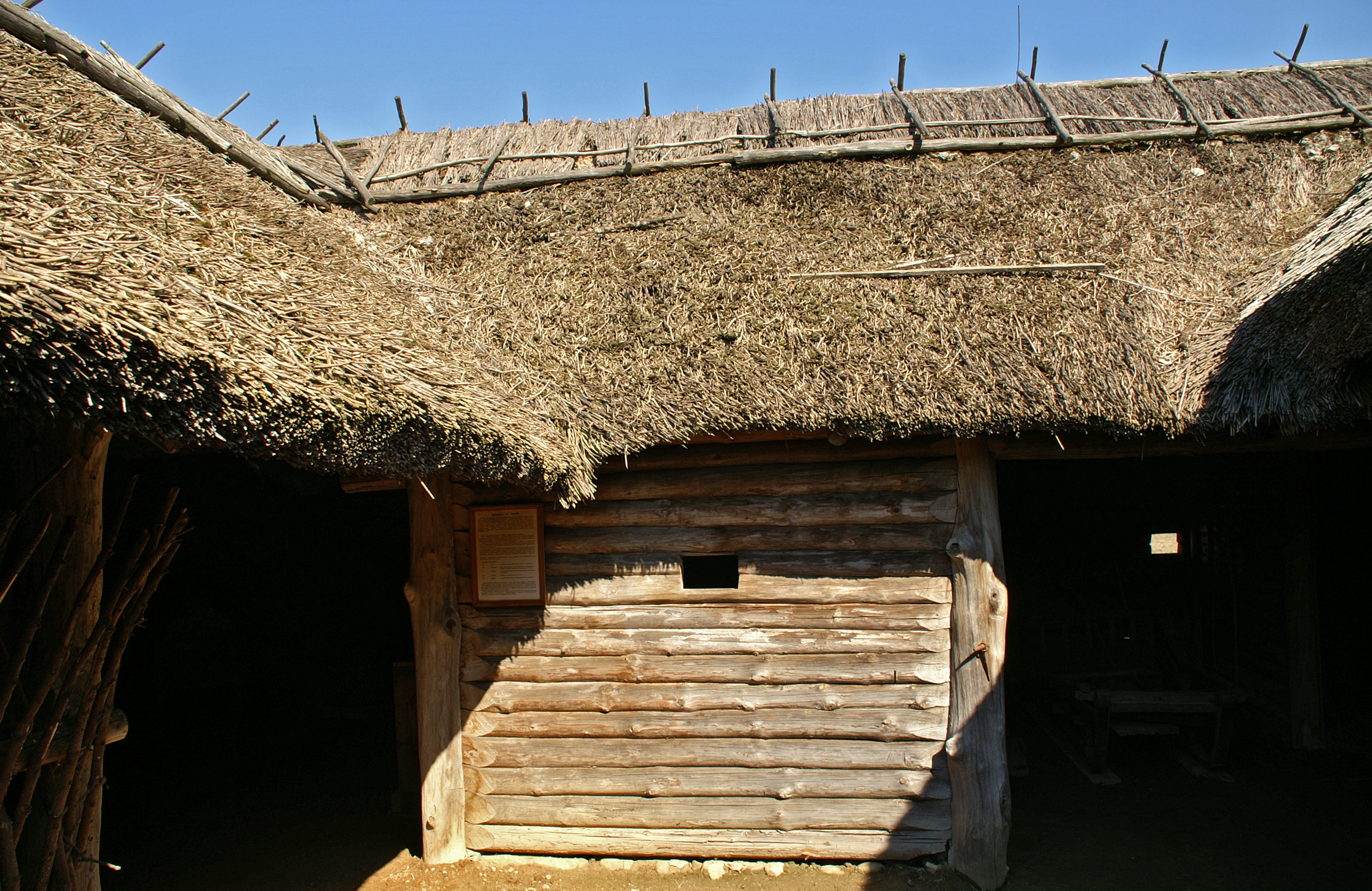
Вінковий двір з села Волева

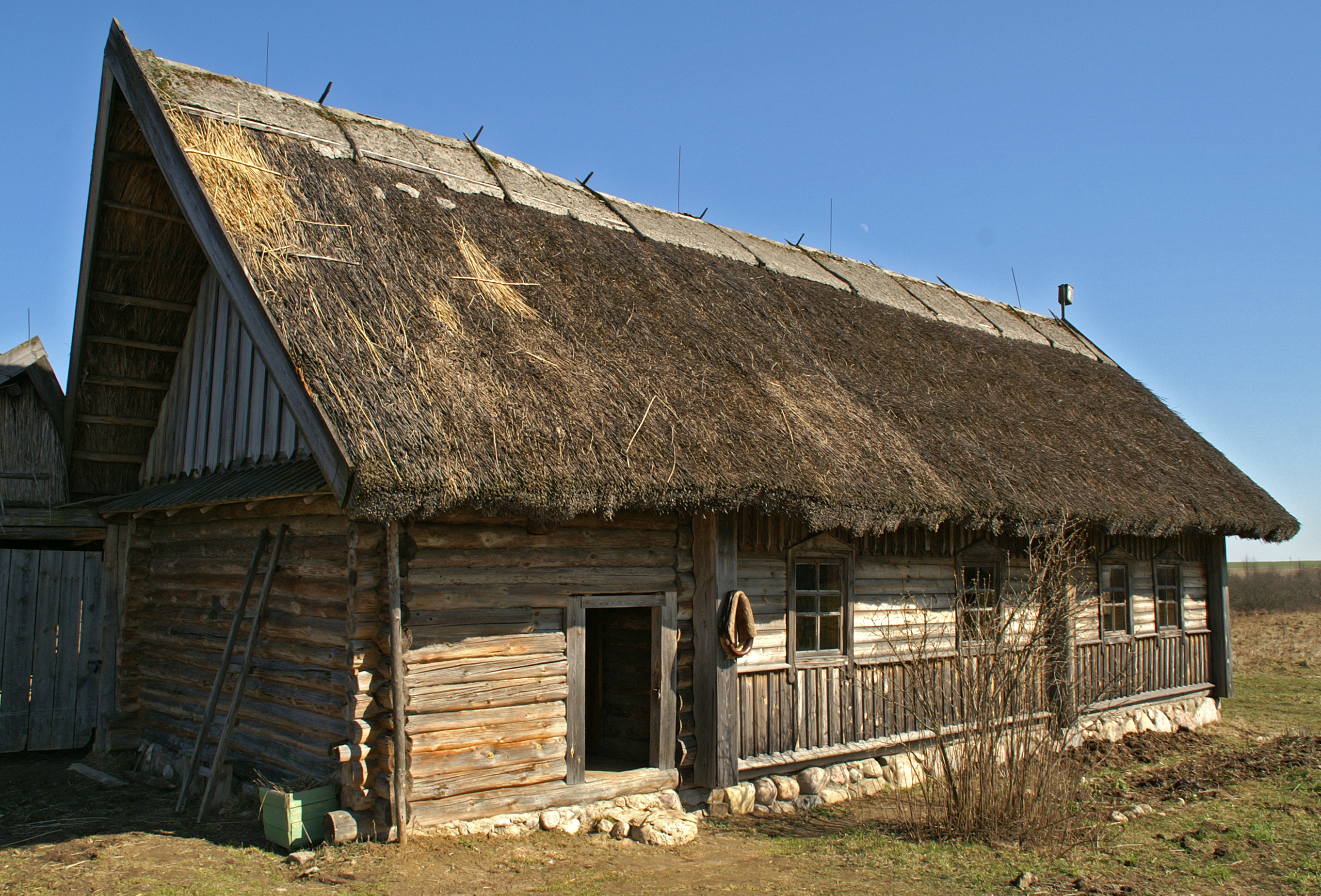
Вінковий двір з села Бракава Слобода

- вінкові (замкнені) двори з традиційним інтер'єром з села Волева Дубровенського району Вітебської області із села Бракова Слобода Чауського району Могилівської області. У рамках експозиції регіону планується відновити групу склепів.

### Поозер'я
Історико-етнографічний регіон Поозер'я включає в себе центральну і західну територію Вітебської області, а також північні райони Мінської області.
Для поселень регіону характерна мала кількість дворів і безсистемність забудови, викликана в першу чергу горбистим рельєфом, який чергується з заболоченими низинами.
До сектора Поозер'я входять такі об'єкти:

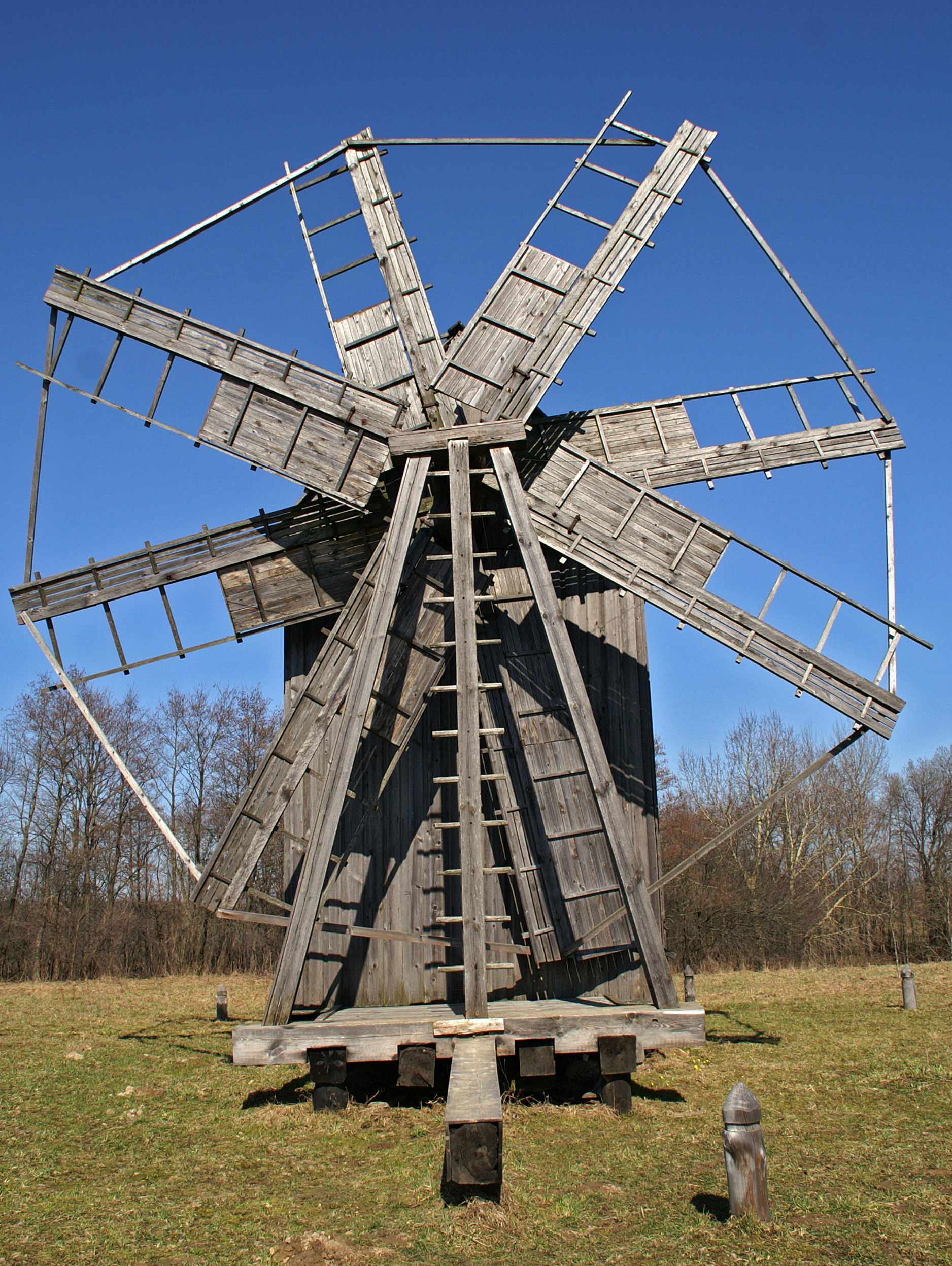
Вітряк початку XX століття з села Янушівка Мядзельського району

- вітряк початку XX століття з села Янушівка Мядзельського району Мінської області, типу пальтрак, рідкісного в Білорусі, особливістю якого є пристосованість конструкції до самостійної повороту в напрямку вітру, а парні рамена надають виразності його зовнішньому вигляду;
- сіновал початку XX століття з села Вавкавщина Міорського району Вітебської області;
- гумно початку XX століття з села Кем'янці Браславського району Вітебської області;
- сарай першої половини XX століття з села Левановичі Поставського району Вітебської області;
- вішало (біл. азярод, господарська споруда зі стовпів і жердин для досушування на сонці і вітрі скошеної трави, снопів і т. д., які з різних причин не було можливості досушувати на полі або на лузі);
- вінкові двори-комплекси початку XX століття з характерними для регіону будинками на кам'яних фундаментах з сіл будили Докшицького району Вітебської області і Ворушилки Мядельського району Мінської області

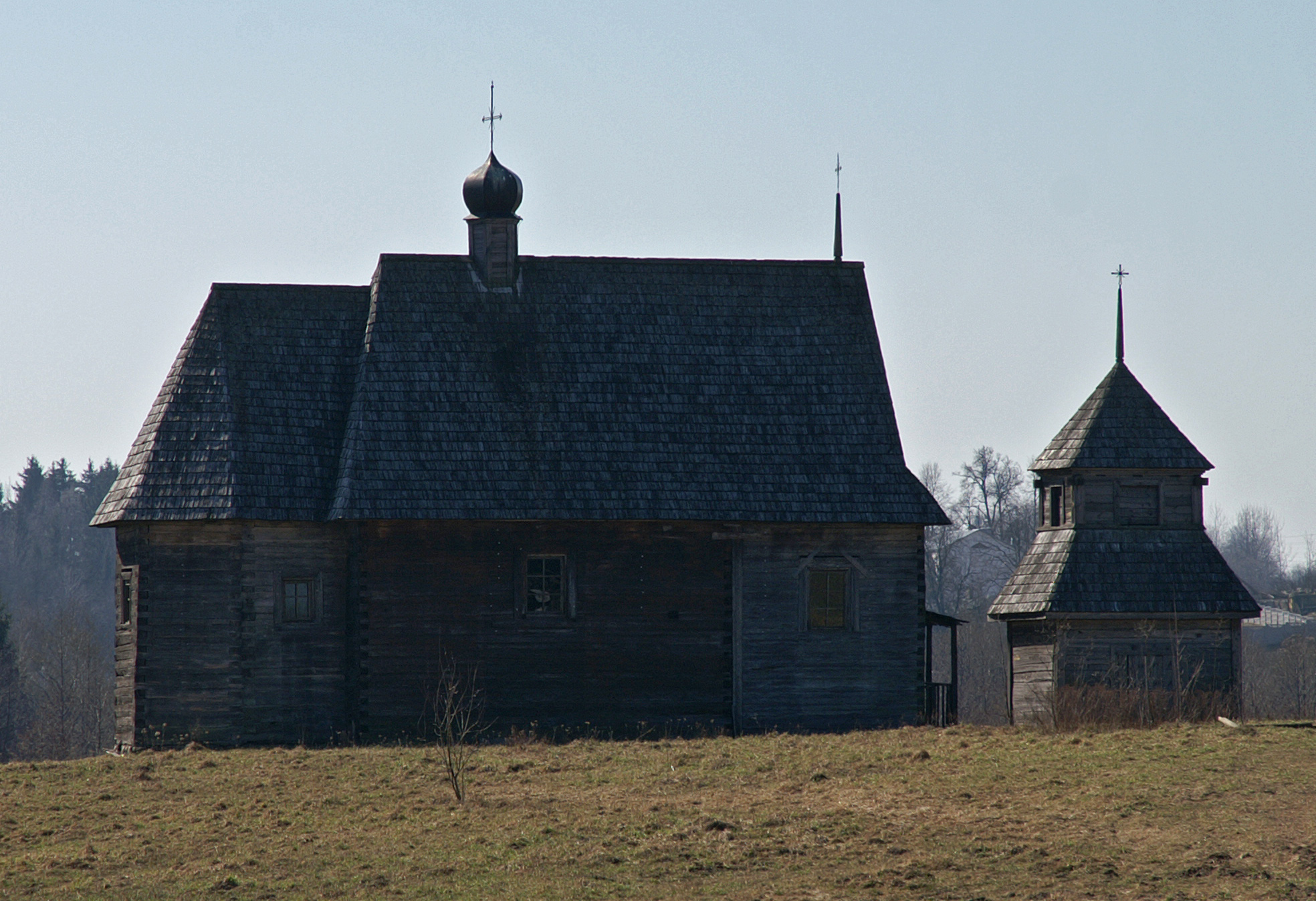
Церква і дзвіниця з села Вялець

- церква і дзвіниця XVII століття з села Вялець Глибоцького району Вітебської області.

## Екскурсії
Музей пропонує багатий асортимент форм екскурсійного обслуговування відвідувача. Це і традиційні екскурсії тривалістю від 1,5 до 3 годин, і екскурсії з інтерактивними елементами (з традиційними костюмами, народною музикою, піснями та забавами), і обрядові заходи («Різдво», «Пшеничний колосок», «Білоруська весілля», «Камаедзіца»). Крім оглядових і тематичних екскурсій, в музеї проводяться лекції для школярів та дорослих, а також проводяться музейні заняття на етнографічні теми.
На території музею розташовується ресторан «Білоруський корчма», в якому можна скуштувати найкращі страви традиційної білоруської кухні.

## Народні свята

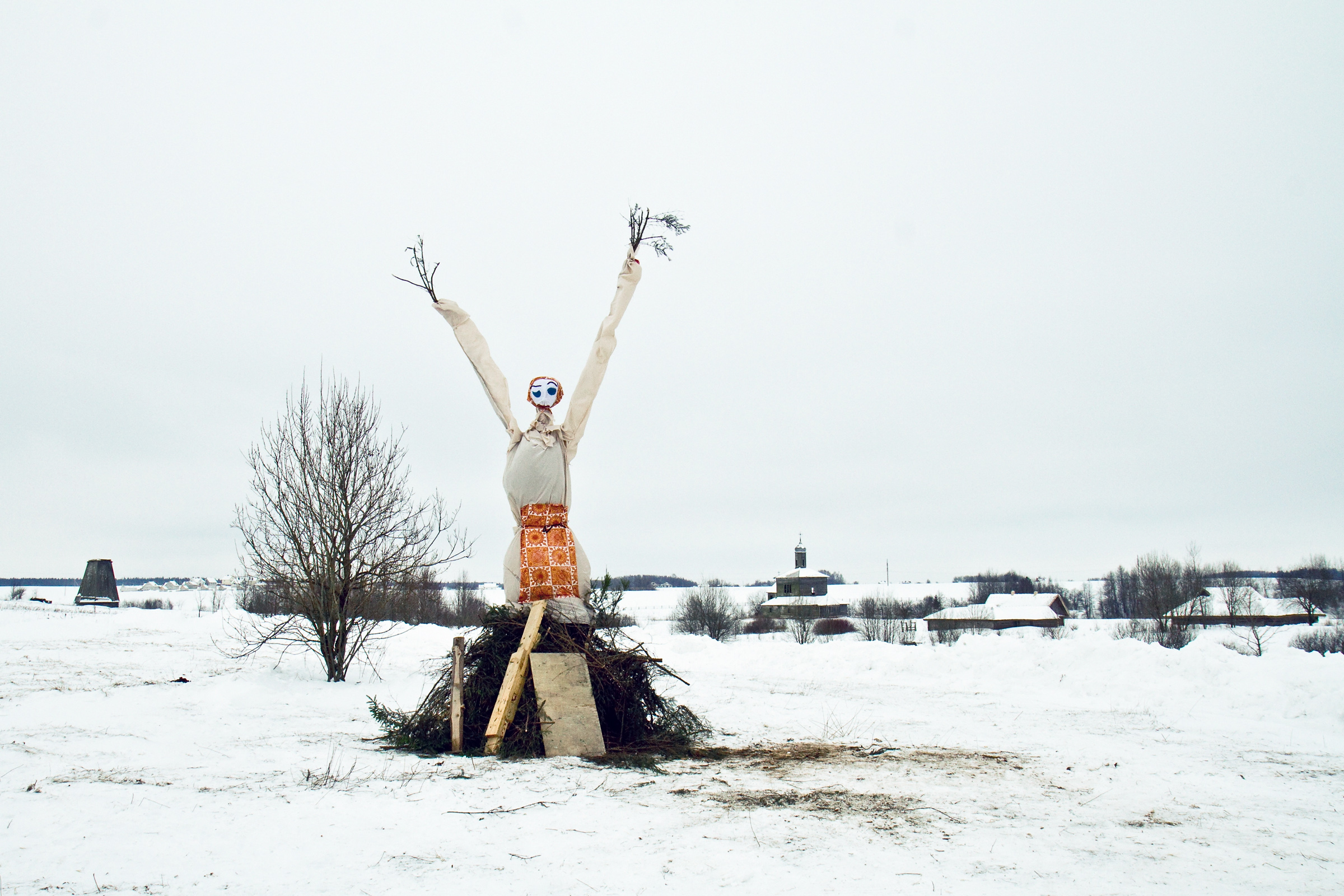
Опудало перед спаленням на Масляну. На другому плані — експозиція Подніпров'я

Цілий рік в музеї проходить величезна кількість масових заходів. Це і народні свята («Шчадрэц», «Масленіца», «Гуканне вясны», «Вербніца», «Купалле», «Спасаўка-ласаўка», «Восеньскі фэст»), і заходи просвітницького-розважального характеру («Останній дзвоник», «День вчителя», «Перший дзвінок»). В останні роки активно стали проводитися open-air заходи, які користуються величезною популярністю серед відвідувачів — це серія концертів «Шедеври світової класики в музеї просто неба» (проводиться спільно з Білоруським національним академічним музичним театром) і Фолк-фестиваль «Кам'яниця» (спільно з ТОВ «Новий Альянс»).

## Години праці і транспорт
Музей працює з листопада по квітень — з 10.00 до 16.00, з травня по жовтень — з 10.00 до 18.20. До музею можна дістатися з Мінська від а / с «Південно-Західна» приміськими автобусами.

## У мистецтві
Музей послужив місцем і декорацією для зйомок багатьох білоруських і російських кінострічок:
- «В августе 44-го» (2001), білоруського режисера Михайла Пташука
- «В июне 41-го» (2008), російського режисера Олександра Франскевича-Лайє
- «Поп» (2009), російського режисера Володимира Хатиненка
- «Вольф Мессинг: видевший сквозь время» (2009), російських режисерів Володимира Краснопольського і Валерія Ускова
- «Братья Карамазовы» (2009), російського режисера Юрія Мороза
- «Масакра» (2010), білоруського режисера Андрія Кудзіненка

Музей служить також місцем зйомок для кліпів і телепередач.

## Літаратура
- Лакотка, А. І. Народнае дойлідства / А. І. Лакотка. — Мінск: Беларуская навука, 2014. — 200 с.